# Бучки (Черниговская область)
Бу́чки — село Новгород-Северского района Черниговской области, Украина. Расположено на реке Вара.

## История
Первое письменное упоминания — 1600 год. В XIX столетии село Бучки было в составе Гремячской волости Новгород-Северского уезда Черниговской губернии. В селе были Николаевская и Ильинская церкви.

## Персоналии
- Владимир Акуленко